# Динамика (физика)
Дина́мика (греч. δύναμις «сила, мощь») — раздел механики, в котором изучаются причины изменения механического движения, тогда как способы описать движение изучает кинематика. В классической механике этими причинами являются силы. Динамика оперирует также такими понятиями, как масса, импульс, момент импульса, энергия.
Также динамикой нередко называют, применительно к другим областям физики (например, к теории поля), ту часть рассматриваемой теории, которая более или менее прямо аналогична динамике в механике, противопоставляясь обычно кинематике (к кинематике в таких теориях обычно относят, например, соотношения, получающиеся из преобразований величин при смене системы отсчёта).
Иногда слово динамика применяется в физике и не в описанном смысле, а в более общелитературном: для обозначения просто процессов, развивающихся во времени, зависимости от времени каких-то величин, не обязательно имея в виду конкретный механизм или причину этой зависимости.
Динамика, базирующаяся на законах Ньютона, называется классической динамикой. Классическая динамика описывает движения объектов со скоростями от долей миллиметров в секунду до километров в секунду.
Однако эти методы перестают быть справедливыми для движения объектов очень малых размеров (см. квантовая механика) и при движениях со скоростями, близкими к скорости света (см. релятивистская механика). Такие движения подчиняются другим законам.
С помощью законов динамики изучается также движение сплошной среды, т. е. упруго и пластически деформируемых тел, жидкостей и газов.
В результате применения методов динамики к изучению движения конкретных объектов возник ряд специальных дисциплин: небесная механика, баллистика, динамика корабля, самолёта и т. п.
Эрнст Мах считал, что основы динамики были заложены Галилеем.

## Основная задача динамики
Исторически деление на прямую и обратную задачу динамики сложилось следующим образом.
- Прямая задача динамики: по заданному характеру движения определить равнодействующую сил, действующих на тело.
- Обратная задача динамики: по заданным силам определить характер движения тела.

## Законы Ньютона
Классическая динамика основана на трёх основных законах Ньютона:
- 1-й: Существуют такие системы отсчёта, относительно которых поступательно движущееся тело сохраняет свою скорость постоянной, если на него не действуют другие тела или их действие скомпенсировано.

{\displaystyle \sum _{i=1}^{n}{\vec {F_{i}}}=0\Rightarrow {\vec {v}}=const}
- 2-й: В инерциальных системах отсчёта ускорение, приобретаемое материальной точкой, прямо пропорционально вызывающей его силе, совпадает с ней по направлению и обратно пропорционально массе материальной точки.

{\displaystyle {\vec {a}}={\frac {\displaystyle \sum _{i=1}^{n}{\vec {F_{i}}}}{m}},}
где {\displaystyle {\vec {a}}} — ускорение тела, {\displaystyle {\vec {F_{i}}}} — силы, приложенные к материальной точке, а {\displaystyle \ m} — её масса,  или
{\displaystyle m{\vec {a}}=\sum _{i=1}^{n}{\vec {F_{i}}}.}
В классической (ньютоновской) механике масса материальной точки полагается постоянной во времени и независящей от каких-либо особенностей её движения и взаимодействия с другими телами.
Второй закона Ньютона можно также сформулировать с использованием понятия импульса:
В инерциальных системах отсчёта производная импульса материальной точки по времени равна действующей на него силе.
{\displaystyle {\frac {d{\vec {p}}}{dt}}=\sum _{i=1}^{n}{\vec {F_{i}}},}
где {\displaystyle {\vec {p}}=m{\vec {v}}} — импульс (количество движения) точки, {\displaystyle {\vec {v}}} — её скорость, а {\displaystyle t} — время.
При такой формулировке, как и ранее, полагают, что масса материальной точки неизменна во времени.
- 3-й: Силы, с которыми тела действуют друг на друга, лежат на одной прямой, имеют противоположные направления и равные модули

{\displaystyle |{\vec {F_{1}}}|=|{\vec {F_{2}}}|}
{\displaystyle {\vec {F_{1}}}={\vec {-F_{2}}}}
Если при этом рассматриваются взаимодействующие материальные точки, то обе эти силы действуют вдоль прямой, их соединяющей. Это приводит к тому, что суммарный момент импульса системы состоящей из двух материальных точек в процессе взаимодействия остаётся неизменным.
Таким образом, из второго и третьего законов Ньютона могут быть получены законы сохранения импульса и момента импульса

## Законы Ньютона в неинерциальных системах отсчёта
Существование инерциальных систем отсчёта лишь постулируется первым законом Ньютона. Реальные системы отсчёта, связанные, например, с Землёй или с Солнцем, не обладают в полной мере свойством инерциальности в силу их кругового движения. Вообще говоря, экспериментально доказать существование ИСО невозможно, поскольку для этого необходимо наличие свободного тела (тела на которое не действуют никакие силы), а то, что тело является свободным, может быть показано лишь в ИСО. Описание же движения в неинерциальных системах отсчёта, движущихся с ускорением относительно инерциальных, требует введения т. н. фиктивных сил таких как сила инерции, центробежная сила или сила Кориолиса. Эти «силы» не обусловлены взаимодействием тел, то есть по своей природе не являются силами и вводятся лишь для сохранения формы второго закона Ньютона:
{\displaystyle \sum _{i=1}^{n}{\vec {F_{i}}}+\sum _{j=1}^{n}{\vec {F_{f_{j}}}}=m{\vec {a}}},
где {\displaystyle \sum _{j=1}^{n}{\vec {F_{f_{j}}}}} — сумма всех фиктивных сил, возникающих в неинерциальной системе отсчёта.

## Описание динамики исходя изпринципа наименьшего действия
Многие законы динамики могут быть описаны исходя не из законов Исаака Ньютона, а из принципа наименьшего действия.

## Формулы некоторых сил, действующих на тело
- Сила всемирного тяготения:

{\displaystyle F_{T}={Gm_{1}m_{2} \over r^{2}}}
или в векторной форме:
{\displaystyle {\overrightarrow {F_{T}}}({\vec {r_{1}}})=G{\frac {m_{1}m_{2}}{|{\vec {r_{2}}}-{\vec {r_{1}}}|^{3}}}{({\vec {r_{2}}}-{\vec {r_{1}}})}}
вблизи земной поверхности:
{\displaystyle {\overrightarrow {F_{T}}}=m{\vec {g}}}
- Сила трения:

{\displaystyle F_{f}=\mu N}
- Сила Архимеда:

{\displaystyle F_{A}=\rho gV}

## Деление динамики по типам объекта исследования
- Динамика точки изучает взаимодействие материальных точек — тел, размерами которых можно пренебречь по сравнению с характерными размерами изучаемого явления. Поэтому в динамике точки силы, действующие на все точки тела считаются равными.
- Динамика твёрдого тела изучает взаимодействие абсолютно твёрдых тел (тел, расстояние между двумя любыми точками которого не может изменяться). Так как любое тело ненулевого объёма имеет бесконечное число точек, и соответственно бесконечное число фиксированных связей между ними, тело имеет 6 степеней свободы, что накладывает ограничение на способы его взаимодействия.

Изучением же условий равновесия механических систем занимается статика.
Динамика деформируемых тел:
- Гидродинамика изучает движение идеальных и реальных жидкостей, их силовое взаимодействие с твёрдыми телами.
- Газодинамика изучает законы движения газообразной среды, в частности аэродинамика изучает закономерности движения воздушных потоков и их взаимодействия с препятствиями и движущимися телами.

Наиболее же общие свойства макроскопических систем изучает термодинамика, достижения которой учитываются в механике.